# Pleurosternon
Pleurosternon is een geslacht van uitgestorven pleurosternide zoetwaterschildpadden uit het Laat-Jura tot het Vroeg-Krijt van Europa. Het geslacht Pleurosternon werd in 1853 benoemd door de paleontoloog Richard Owen (bekend van het woord Dinosauria). Sindsdien, vooral gedurende de late negentiende eeuw, werden veel fossiele schildpadsoorten ten onrechte toegewezen aan dit geslacht, hoewel er momenteel slechts twee als geldig worden beschouwd.

## Vondst en naamgeving
In 1841 benoemde Richard Owen een Platemys bullockii. De soortaanduiding eert William Bullock, de voormalige directeur van het London Museum, die de vondst uit Durlston Bay had verworven en daarna doorverkocht aan het British Museum. Platemys is een nog bestaand geslacht en in 1853 benoemde Owen in een artikel aan de Palaeontographical Society het aparte geslacht Pleurosternon als verwijzing naar het hogere aantal ribfacetten op het plastron.
Het holotype is BMNH R911 gevonden in de Purbeck Group uit het Vroeg-Krijt (Berriasien) van het Isle of Purbeck, in Dorset in Zuid-Engeland. Het bestaat uit een pantser. Een zeventigtal fossielen uit dezelfde vindplaats is aan de soort toegewezen.
Pleurosternon portlandicum, in 1889 benoemd door Richard Lydekker uit de oude Portlandsteen uit het Laat-Jura van het Isle of Portland, Dorset, wordt nu beschouwd als een jonger synoniem van Pleurosternon bullocki. Hetzelfde geldt voor Pleurosternon emarginatum Owen, 1853 (partim), Pleurosternon concinnum Owen, 1853, Pleurosternon owenii Seeley, 1869, Pleurosternon sedgwicki Seeley, 1869, Pleurosternon vansittarti Seeley, 1869, Digerrhum bullockii, Cope, 1870, Glyptops ruetimeyeri (Lydekker) Watson, 1910 (partim) (non Lydekker, 1889) en Mesochelys durlstonensis Evans & Kemp, 1975.

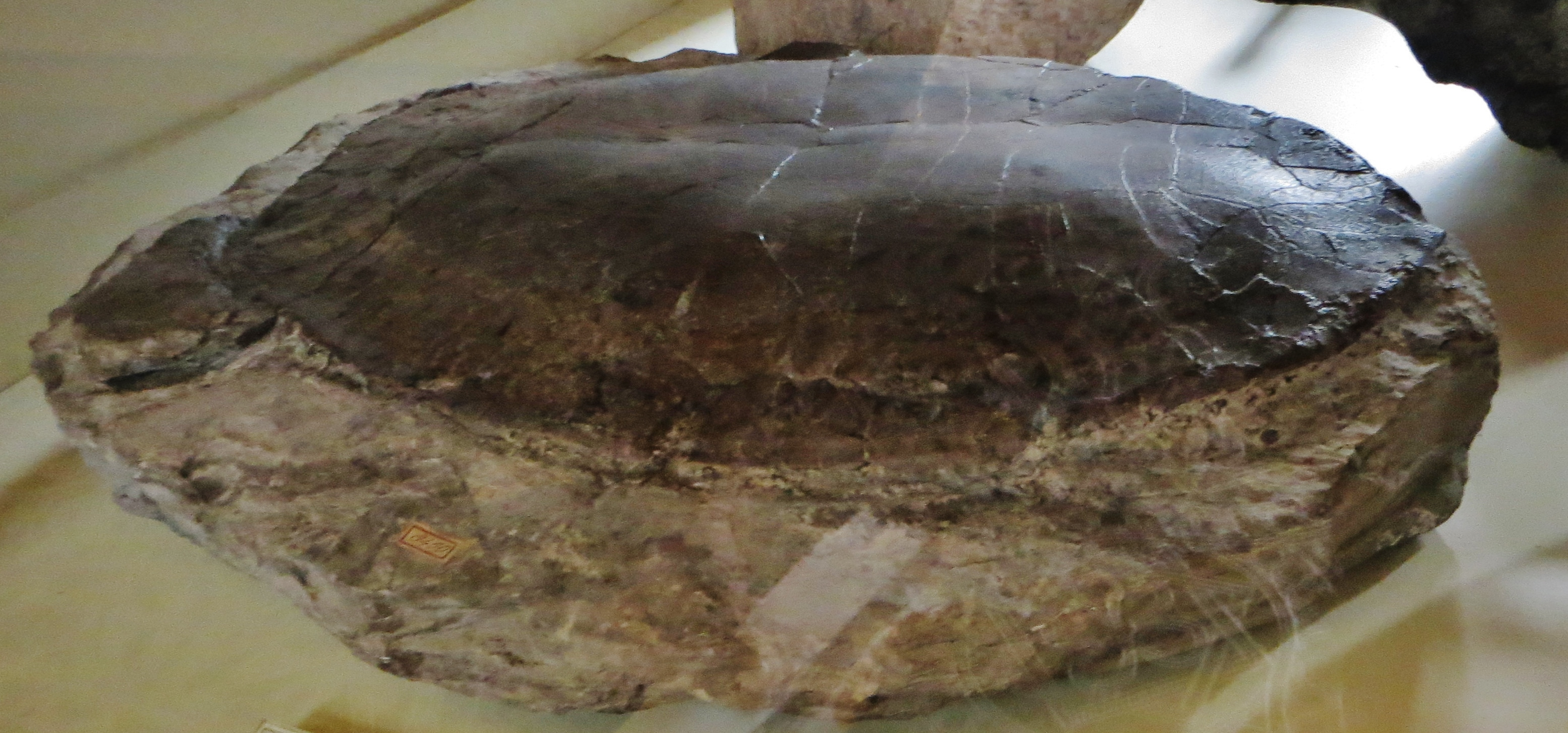
Een exemplaar in het Teylers Museum

Verder worden verschillende onder Pleurosternon benoemde soorten nu beschouwd als eigen geslachten. Pleurosternon typocardium Seeley, 1869, werd in 1975 Dorsetochelys. Pleurosternon provinciale Matheron 1869 werd in 1881 Polysternon. Pleurosternon latiscutatum Owen, 1853 en Pleurosternon emarginatum Owen, 1853 zijn jongere synoniemen van Hylaeochelys belli.
In 2021 werd de tweede geldige soort Pleurosternon moncayensis benoemd naar de Ágreda-vindplaats Tarazona y el Moncayo, Aragon, Spanje, die de overgang naar het Tithonien-Berriasien overspant.

### Verspreiding en habitat
In Europa is Pleurosternon bullocki vooral bekend van de Purbeck-groep uit zuidoost-Engeland en Portlandsteen, met meer dan zestig pantsers uit alleen al de Purbeck-groep. Van verschillende zones binnen de formatie is gemeld dat ze Pleurosternon-fossielen opleveren, met name Swanage, Durlston Bay, Langton Matravers en Herston. Pleurosternon bullocki is ook bekend van losse pantserelementen, gevonden in even oude afzettingen uit het Tithonien in de buurt van Wimille in Pas-de-Calais in Noord-Frankrijk. Er zijn ook talrijke overblijfselen gevonden in de Angeac-Charente-beenderbedden uit het Berriasien van West-Frankrijk, waar het de meest voorkomende schildpad is. De Purbeck Group was destijds een kustgebied met een complex systeem van ondiepe lagunes die in de loop van de tijd langzaam hun zoutgehalte verloren. De Portlandsteen is echter een maritieme afzetting van iets oudere leeftijd dan de Purbeck, de meeste botten die daar worden gevonden, worden geïnterpreteerd als zijnde weggespoeld in zee.

## Beschrijving
Pleurosternon heeft een zeer verlaagd schild, veel vlakker dan vergelijkbare geslachten, zoals de Noord-Amerikaanse Glyptops uit het Laat-Jura en Vroeg-Krijt. Volwassenen vertonen weinig of niets van de nekplooi die meer zichtbaar is bij juvenielen. Het plastron heeft ook een grote, V-vormige inkeping nabij de achterkant van het bot. De schedel van Pleurosternon bullocki is vergelijkbaar met die van andere pleurosterniden en is in sommige opzichten vergelijkbaar met die van de Pleurodira. De bekende schildexemplaren van Pleurosternon bullocki vertonen een grote mate van variabiliteit en vertonen ook seksuele dimorfie.

## Fylogenie
Pleurosternon wordt meestal in een eigen Pleurosternidae geplaatst.